# Escut de Conesa
L'escut oficial de Conesa té el següent blasonament:
Escut caironat: d'argent, una muralla oberta de 2 torres de sable acompanyada al cap d'una creu llatina patriarcal patent de gules. Per timbre una corona mural de poble.

## Història
Va ser aprovat el 27 de març del 1996.
Conesa és un poble voltat de muralla, de la qual encara en resten dues portes. Aquest tros de muralla és el que es representa a l'escut. El poble va pertànyer, successivament, als Cervera, als Queralt i al monestir de Santes Creus, simbolitzat aquí per la creu llatina patriarcal.